# Banyuasin
Banyuasin là một regency (huyện) thuộc tỉnh Nam Sumatra, Indonesia. Huyện có diện tích là 11.822,99 km² và dân số là 654.286 người vào năm 2000. Huyện lị là Pangkalan Balai. Phần lớn diện tích của huyện là vùng đất thấp ven biển. Tên của huyện bắt nguồn từ các thuật ngữ trong tiếng Java là banyu (nước) và asin (mặn), referring to its coastal geography.

## Hành chính
Huyện Banyuasin được chia thành 17 kecamatan (phó huyện/xã), là:
1. Air Salek
2. Banyuasin I
3. Banyuasin II
4. Banyuasin III
5. Betung
6. Makarti Jaya
7. Muara Padang
8. Muara Sugihan
9. Muara Telang
10. Pulau Rimau
11. Rambutan
12. Rantau Bayur
13. Sembawa
14. Suak Tapeh
15. Talang Kelapa
16. Tanjung Lago
17. Tungkal Ilir